# Кумбари

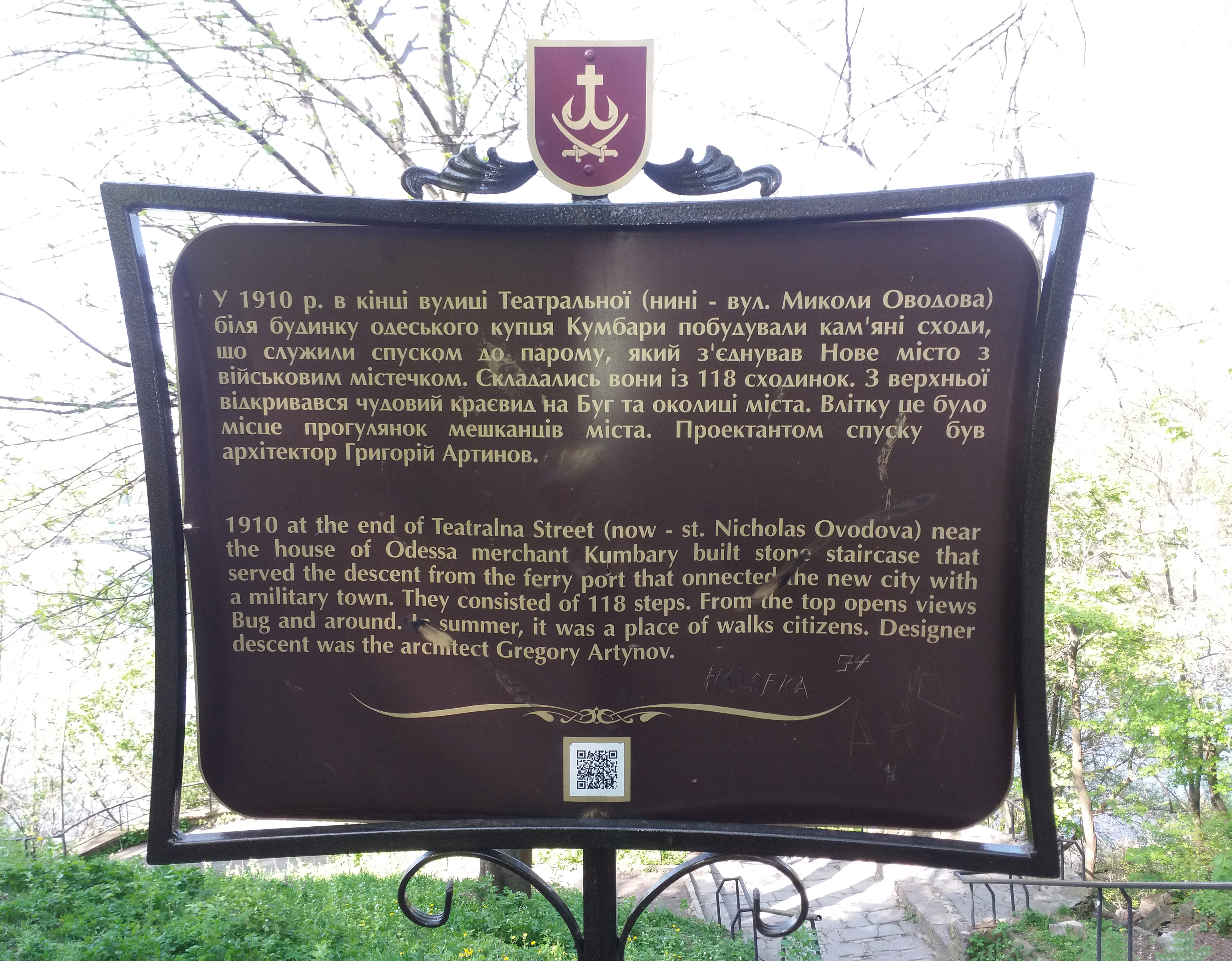
Сходи

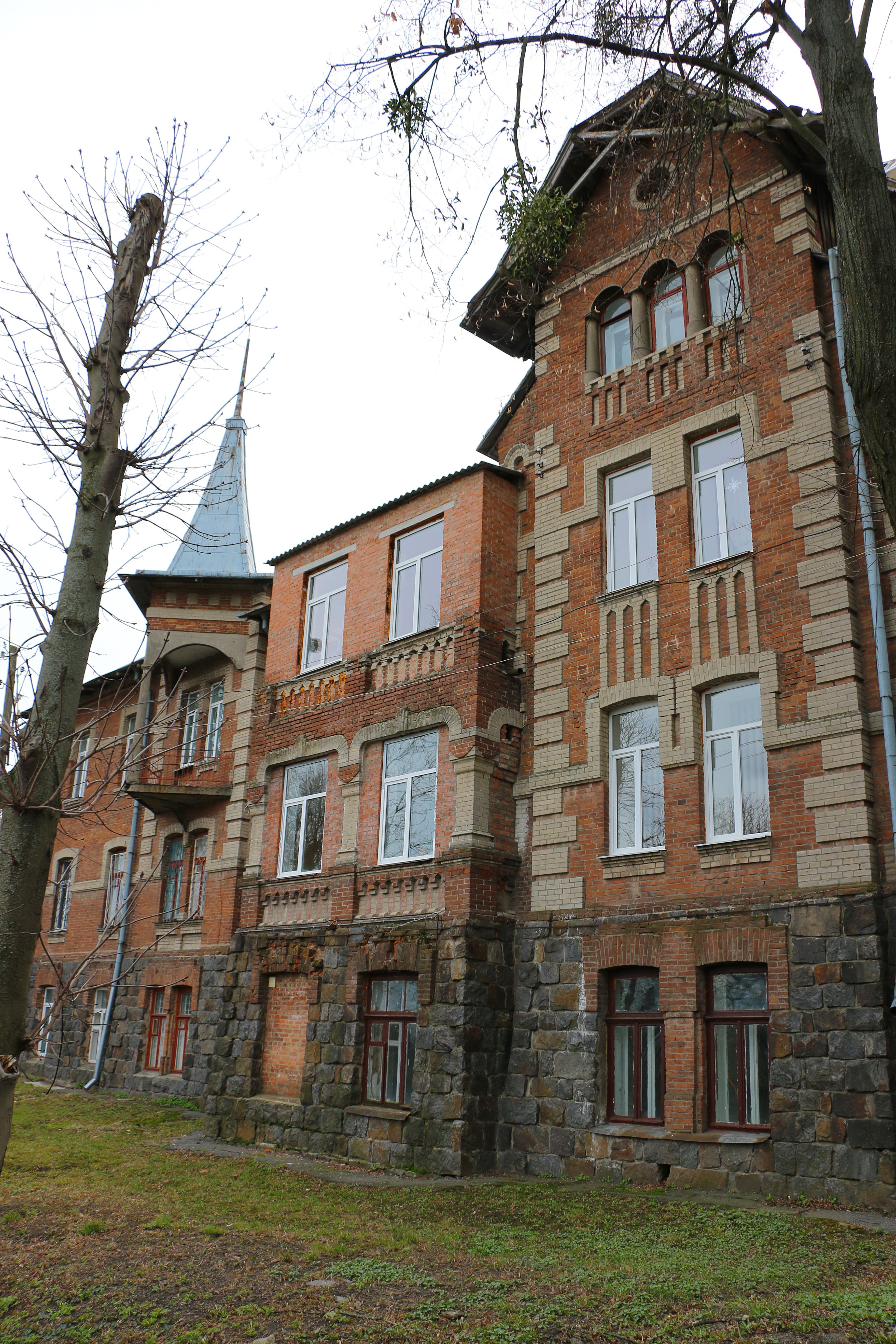
Особняк

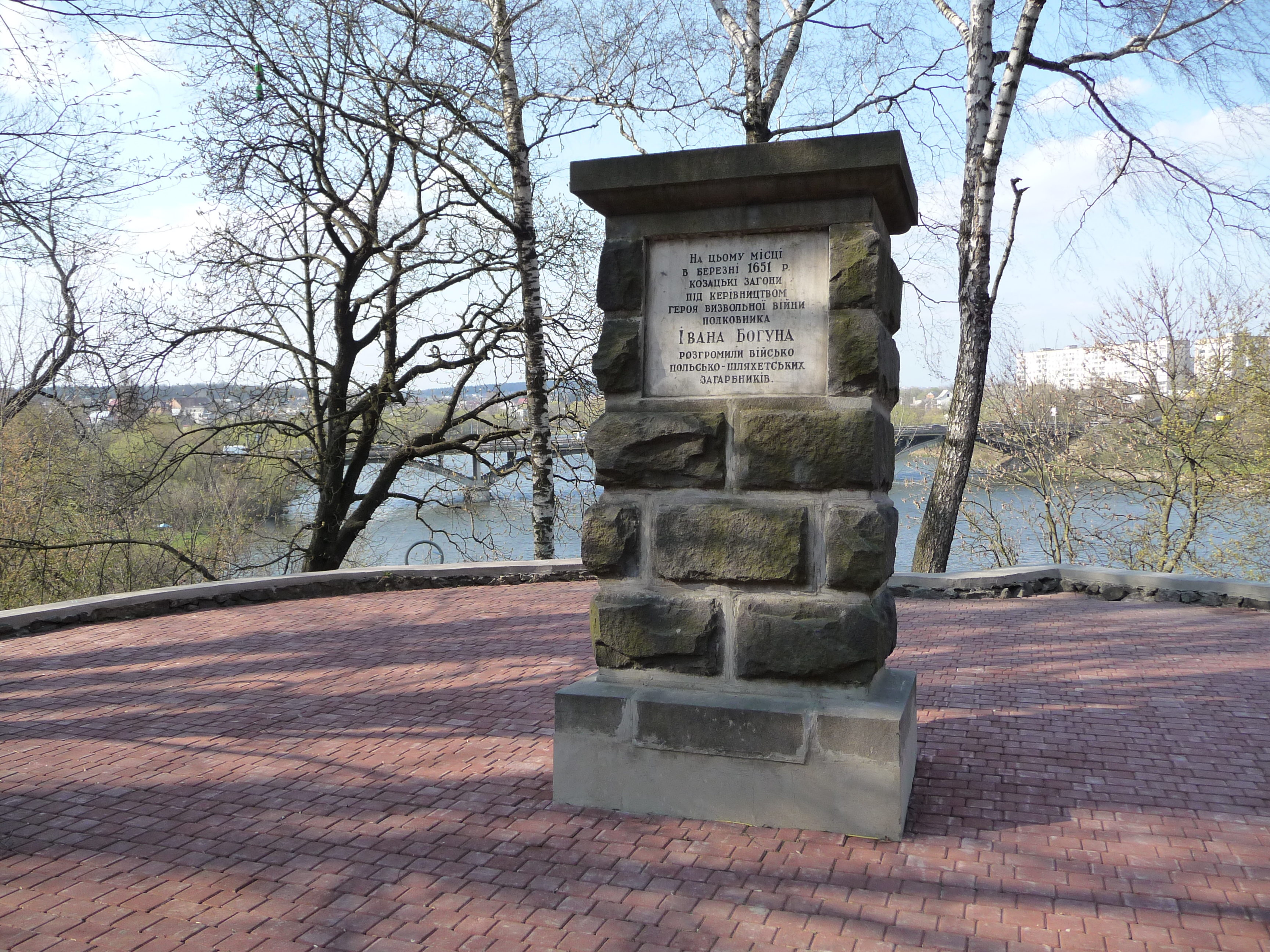
Пам'ятний знак битві 1651 року під керівництвом Івана Богуна

Кумба́ри — історична місцевість у Вінниці.

## Історія
Місцевість на березі Південного Бугу знаходиться на території колишнього маєтку одеського купця грецького походження Олександра Клеанафіойвича Кумбарі́, який він придбав у 1894 році. Межі маєтку площею 22 тисячі квадратних сажнів проходили вулицями Магістратська (тоді Торгова), Миколи Оводова (тоді Театральна) та обмежувались з півночі Бугським Спуском (зараз Крутий узвіз). Межує з Єрусалимкою.
Згідно судового рішення 1897 року полоса території площею 547 квадратних сажнів, що проходила крізь маєток, перейшла до міської влади. Саме по ній пройшла вулиця Театральна, яка вела до поромної переправи на Замостя, біля якої знаходились купальні Топмана. У 1910 році там були побудовані гранітні сходи, спроектовані тим же архітектором у 1908 році. Цих 118 сходів у народі прозвали «Потьомкінськими». Вздовж берега річки проходила вулиця Набережна.
Особняк за адресою вул. Миколи Оводова, 1 побудований у 1912—1913 рр. (авторство проекту документально не встановлено), зараз є пам'яткою архітектури місцевого значення, як і будинок поряд.
В 1913 році на острові напроти сходів і прилеглих територіях був заснований міський спортивний клуб «Спорт».
Після будівництва у 1924 році дамби Сабарівської ГЕС в Сабарові один з чотирьох прольотів сходів і острови були затоплені, але поромна переправа існувала з перервами ще до 1950-х рр.
На території парку Кумбари, на кручі над Південним Бугом на місці переможної битви козацьких загонів, очолюваних Іваном Богуном, з польсько-шляхетським військом у березні 1651 року встановлений пам'ятний знак.